# زیبای خفته (فیلم ۱۹۸۷)
زیبای خفته (انگلیسی: Sleeping Beauty) فیلمی در ژانر موزیکال و فانتزی است. از بازیگران آن می‌توان به مورگان فیرچایلد، سیلویا مایلز و کنی بیکر اشاره کرد.